# Кукавица (Приштина)
Кукавица (алб. Kukavicë) је насељено место у граду Приштини, на Косову и Метохији. Према попису из 2024. у насељу је живело 8 становника.

## Становништво
Према попису из 2011. године, Кукавица има следећи етнички састав становништва:
| Националност | 2011.       |
| Албанци      | 17 (100,0%) |
| Укупно       | 17          |

| Демографија | Демографија | Демографија |
| Година      | Становника  | Становника  |
| ----------- | ----------- | ----------- |
| 1948.       | 165         |             |
| 1953.       | 180         |             |
| 1961.       | 158         |             |
| 1971.       | 154         |             |
| 1981.       | 112         |             |
| 1991.       | 165         |             |
| 2011.       | 17          |             |